# Les Plaisirs solitaires
 Pour plus de détails, voir Fiche technique et Distribution
Les Plaisirs solitaires est un film pornographique français de Francis Leroi sorti en 1976. C'est le premier film hardcore du réalisateur.

## Synopsis
Trois voisines d'immeuble traversent diverses expériences sexuelles et sentimentales malheureuses. La jeune Joëlle cherche à perdre sa virginité, la belle Arlène ne rencontre que des hommes qui en veulent seulement à son argent et Martine s'ennuie dans son ménage et trompe son mari avec un couple d'amis libertins. C'est finalement chez ces derniers que se retrouvent les trois jeunes femmes pour une nouvelle expérience.

## Fiche technique
- Titre : Les Plaisirs solitaires
- Réalisation : Francis Leroi
- Scénario : Francis Leroi
- Photographie : Roger Fellous
- Montage :  Annabelle
- Musique : Jean-Pierre Pourret • Dany Darras
- Musique : Nadine Freigneau
- Script : Natalie Perrey
- Producteur : Francis Leroi
- Directeur de production : Henry Dutrannoy
- Société de production : Cinéma Plus
- Pays :  France
- Année : 1976
- Format : couleurs 35 mm
- Genre : pornographique
- Durée : 89 minutes
- Dates de sortie : 
  -  France : 22 décembre 1976
  -  Suède : 12 décembre 1977
  -  États-Unis : avril 1983
- Autres titres : 
  -  France : Femmes à Combler • Tout pour le plaisir ! (titres vidéo)
  -  États-Unis : Erotic Pleasures • Lonely Pleasures • Solitary Pleasures
  -  Allemagne : Blutjung und verführerisch • Das Erste öffnen junger Lippen

## Distribution
- Maryline Guillaume : Joëlle
- Siegried Cellier : Arlène
- Carole Gire (comme Chris Martin) : Martine
- Dolorès Manta : Charlotte, l'amie de Martine
- Jean-Baptiste Oury : Guy
- Hervé Amalou : Hector Malraux, le professeur
- René Douglas : le père de Joelle
- Gilles Kervizic : l'amant d'Arlène
- Dominique Aveline : l'homme du taxi
- Guy Royer : l'homme qui vole Arlène
- Jacques Gatteau : l'homme repoussé par Martine